# Невідзнята плівка, вампір
Невідзнята плівка, вампір (ісп. Cuadecuc, vampir) — іспанський фільм 1971 року.

## Сюжет
Документальний фільм про зйомки фільму «Граф Дракула» 1970 року режисера Хесуса Франко.

## У ролях
| Актор           | Роль                    |
| --------------- | ----------------------- |
| Крістофер Лі    | граф Дракула            |
| Герберт Лом     | професор Ван Хельсинг   |
| Соледад Міранда | Люсі Вестерн            |
| Джек Тейлор     | Квінсі Морріс           |
| Емма Коен       | грає саму себе / вампір |
| Хесус Франко    | слуга Ван Хельсинга     |
| Пауль Мюллер    | доктор Сьюард           |
| Марія Ром       | Міна Мюррей             |
| Фред Вільямс    | Джонатан Харкер         |